# Prineville
Prineville är administrativ huvudort i Crook County i Oregon. Orten har fått sitt namn efter handelsmannen Barney Prine. Enligt 2010 års folkräkning hade Prineville 9 253 invånare.

## Kända personer från Prineville
- Bill Pearl, kroppsbyggare